# Villa Sommeiller
Pour les articles homonymes, voir Sommeiller.
La villa Sommeiller est une voie du 16e arrondissement de Paris, en France.

## Situation et accès

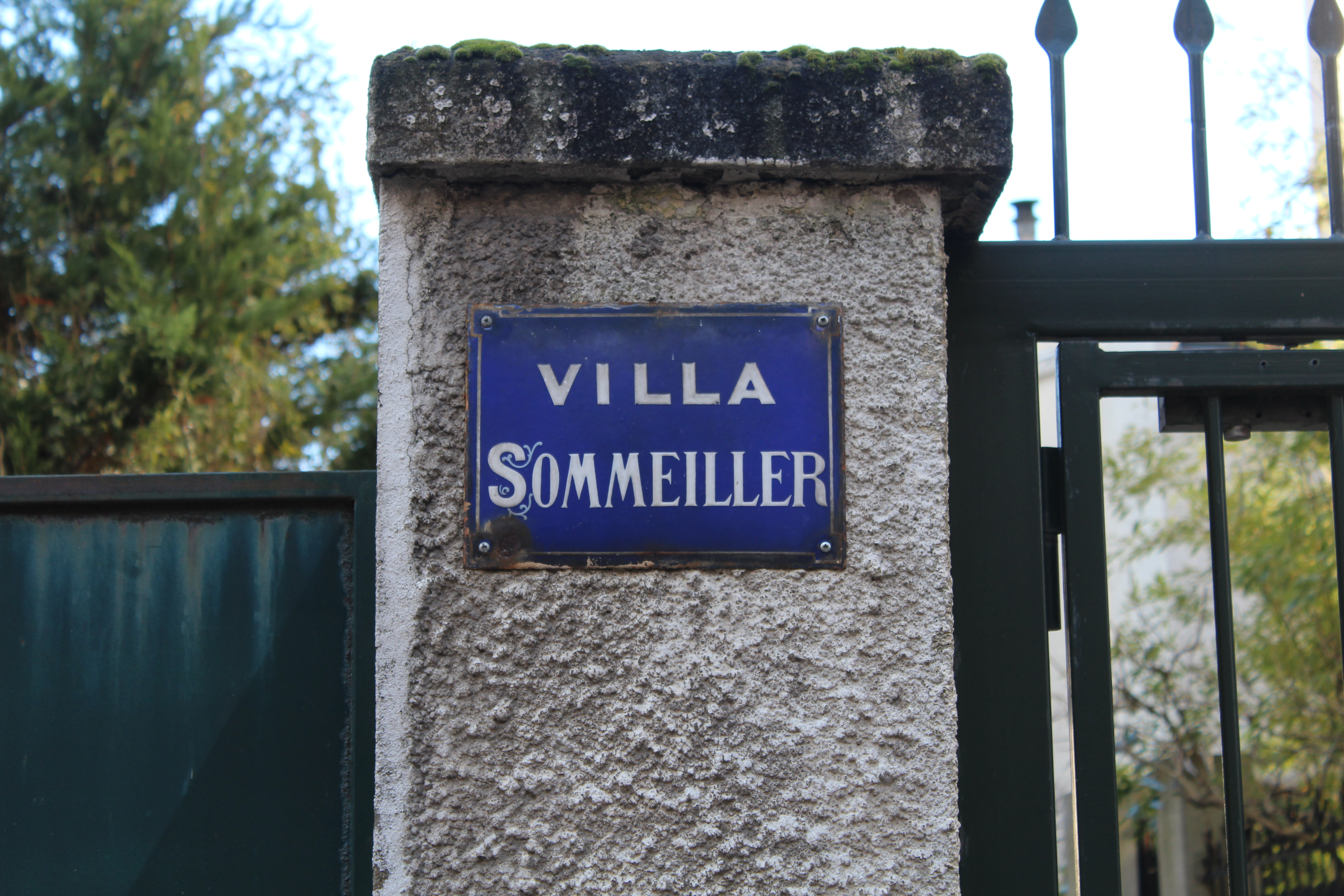
Plaque de rue.

La villa Sommeiller est une voie privée située dans le 16e arrondissement de Paris. Elle débute au 149, boulevard Murat et se termine au 43, rue Claude-Terrasse.
Le quartier est desservi par la ligne de métro 9 à la station Porte de Saint-Cloud.

## Origine du nom
Cette voie porte le nom de l'ingénieur Germain Dufresne-Sommeiller (1815-1871).

## Historique
Cette voie est ouverte vers 1890 sous le nom de « passage Sommeiller ». Avant son percement, le site est peu urbanisé et occupé par des terrains vagues ou des cultures. Le lotissement est composé, en grande partie, par d’anciennes maisons ouvrières construites selon les préceptes d’Émile Cacheux.

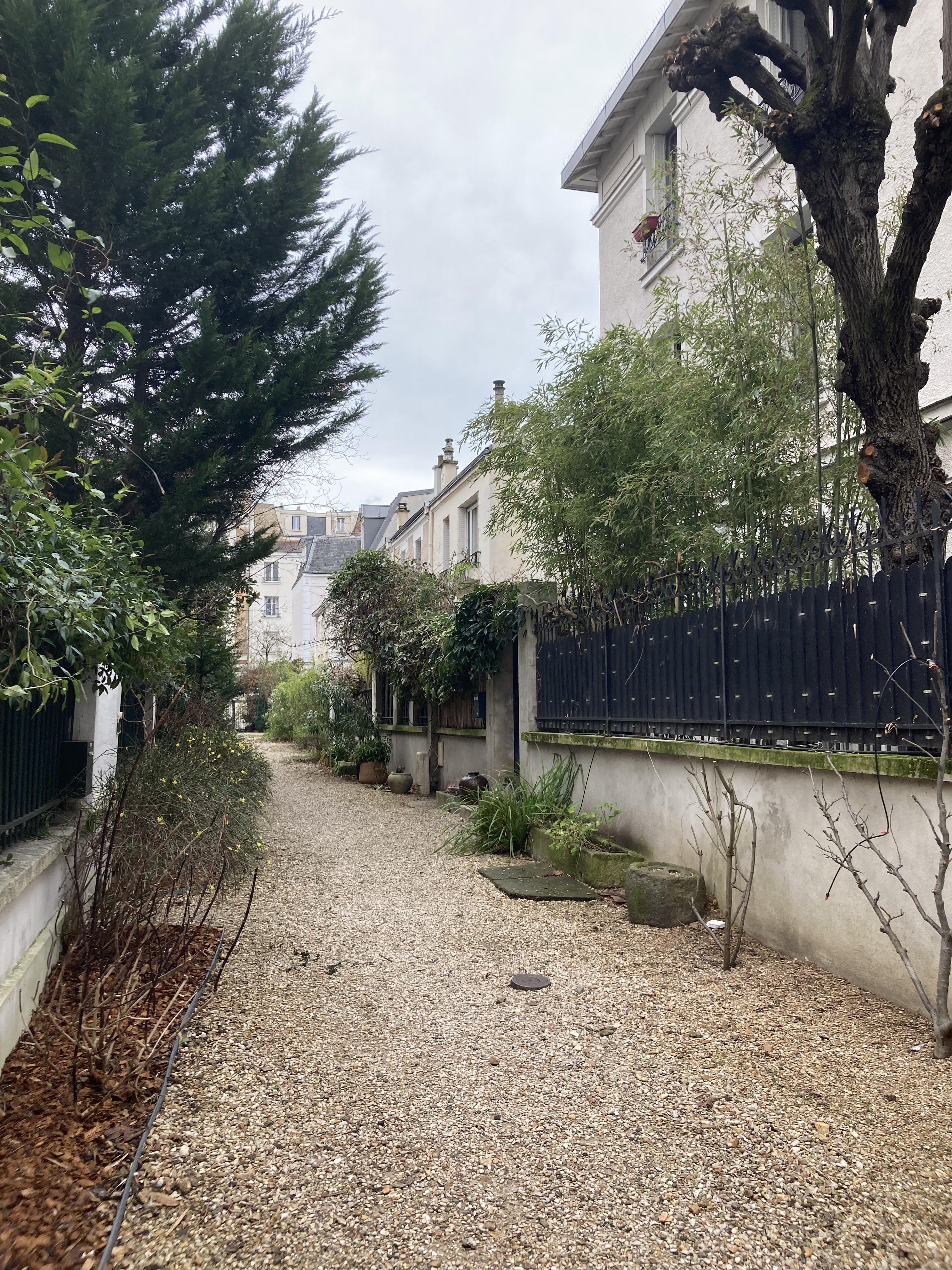
Villa Sommeiller, vue depuis le boulevard  Murat.